# Vila Nova de Famalicão
Vila Nova de Famalicão is een gemeente in het Portugese district Braga.
De gemeente heeft een totale oppervlakte van 202 km² en telde 127.567 inwoners in 2001. De stad telt ongeveer 30.000 inwoners. De plaatselijke voetbalclub heet FC Famalicão en speelt in de Primeira Liga, de hoogste divisie van het Portugese betaald voetbal.

## Geboren
- Joaquim Manuel Sampaio Silva (1975), voetballer
- Pedro Soeiro (1975), wielrenner
- Ricardo Quaresma (1983), voetballer
- Tiago Machado (1985), wielrenner
- Paulo Oliveira (1992), voetballer
- André Carvalho (1997), wielrenner
- Tomás Araújo (2002), voetballer

## Kernen
De volgende freguesias liggen in Nova de Famalicão:
| - Abade de Vermoim - Antas (Vila Nova de Famalicão) - Avidos - Bairro - Bente - Brufe (Vila Nova de Famalicão) - Cabeçudos - Calendário (Vila Nova de Famalicão) - Carreira - Castelões - Cavalões - Cruz - Delães - Esmeriz - Fradelos - Gavião (Vila Nova de Famalicão) - Gondifelos - Jesufrei - Joane - Lagoa - Landim - Lemenhe - Louro - Lousado - Mogege - Mouquim - Nine | - Novais - Outiz - Pedome - Portela - Pousada de Saramagos - Requião - Riba de Ave - Ribeirão - Ruivães - Santa Eulália de Arnoso - Santa Maria de Arnoso - Santa Maria de Oliveira - São Cosme do Vale - São Martinho do Vale - São Mateus de Oliveira - São Miguel de Seide - São Paio de Seide - Sezures - Telhado - Vermoim - Vila Nova de Famalicão - Vilarinho das Cambas |

Amares · Barcelos · Braga · Cabeceiras de Basto · Celorico de Basto · Esposende · Fafe · Guimarães · Póvoa de Lanhoso · Terras de Bouro · Vieira do Minho · Vila Nova de Famalicão · Vila Verde · Vizela